# فرودگاه نوووی ساد
فرودگاه نوووی ساد (به انگلیسی: Novi Sad Airport) یک فرودگاه غیرنظامی با کد یاتا QND است که یک باند فرود چمن دارد و طول باند آن ۱۴۳۰ متر است. این فرودگاه در شهر نووی ساد کشور صربستان قرار دارد و در ارتفاع ۷۶ متری از سطح دریا واقع شده‌است.